# Lago Ranco
Lago Ranco (en espagnol lac Ranco Ranco signifiant eaux vives en mapudungun) est une commune du Chili de la province de Ranco, elle-même située dans la région des Fleuves. La commune doit son nom au grand lac qui occupe une partie de son territoire. En 2012, la population de la commune s'élevait à 9 575 habitants. La superficie de la commune est de 1 763 km2 (densité de 10 hab./km2),.

## Situation
Le territoire de la commune de Lago Ranco occupe le piémont de la cordillère des Andes et s'étire vers l'est jusqu'à la frontière avec l'Argentine. Le terrain est généralement constitué de hautes collines et de montagnes qui culminent à 2000 mètres. Une partie de sa superficie est occupée par deux grands lacs. Le lac Ranco (442 km2) qu'elle partage principalement avec la commune de Futruno et qui comporte plusieurs îles dont certaines sont habitées. Le lac Maihue a une superficie de 49 km2. Le territoire de la commune est sillonné par de nombreux cours d'eau qui font partie du bassin du Rio Bueno (es). La commune est située à 782 kilomètres à vol d'oiseau au sud de la capitale Santiago et à 86 kilomètres au sud-est de Valdivia capitale de la région des Fleuves et à 51 kilomètres àl'est de La Unión capitale de la provision de la province de Ranco.

## Histoire
À l'arrivée des Espagnols, le territoire de la commune est habité par une communauté huilliche une branche des mapuches sédentaire et pacifique vivant de la cueillette, de la chasse, de la pêche, de l'élevage et de l'agriculture. Les débuts de la colonisation sont tardifs avec l'installation des premiers colons à la fin du XIXe siècle. Une ligne de chemin de fer partant de la capitale provinciale actuelle , La Unión, été construite dans les années 1930 accélérant l'afflux de population. Celle-ci est jugée suffisamment nombreuse en 1941 pour que Lago Ranco acquiert le statut de commune.

Position de Lago Ranco (en rouge) au sein de la Région des Fleuves.

Le 6 février 2024 l’ancien président de la République du Chili Sebastián Piñera meurt à Lago Ranco dans un accident d’hélicoptère.

## Climat
Le climat est tempéré humide dans les régions basses. Les précipitations sont abondantes allant d'ouest en est de 2000 à 4000 mm. Les températures moyennes sont comprises entre 3 et 20 °C à l'ouest et 0 à 18° à l'ouest.

## Économie
Les secteurs économiques principaux sont l'agriculture, l'exploitation forestière et le tourisme.